# Гутьеррес, Густаво
Густаво Гутьеррес Мерино (исп. Gustavo Gutiérrez Merino; 8 июня 1928, Лима, Перу — 22 октября 2024, Лима) — перуанский философ

, католический богослов и доминиканский священник, которого считают одним из основателей и наиболее авторитетных представителей латиноамериканской теологии освобождения (этот термин он впервые использовал в 1967 году) — радикального направления левого толка в католицизме, активно развивавшегося в 1960—1980-х годах.
Он изучал медицину и литературу в Национальном университете Сан-Маркос, а затем теологию на богословском факультете Лувенского университета (Бельгия) и в Лионе (Франция). Он преподавал в Мичиганском университете, Гарварде, Кембридже, Беркли, Монреальском университете и других учебных заведениях. На родине Гутьеррес был профессором теологии в Католическом университете Лимы. С 2001 года он был профессором богословия в Университете Нотр-Дам, возглавляя кафедру кардинала Джона О’Хара, а ранее был приглашённым профессором во многих крупных университетах Америки и Европы.
Особое внимание Гутьеррес уделял положению угнетённых и обездоленных. В центре его теологической мысли — связь спасения и освобождения через «предпочтительный выбор в пользу бедных», включая упор на улучшение материальных условий неимущих. В рамках своей школы мысли Гутьеррес ставит два вопроса: (1) Проходят ли два направления развития человечества — светское и религиозное (сверхъестественное откровение) — параллельно и раздельно, ведя в две полностью отделённые друг от друга области знания и жизни? Или же «человечество в глубоком единстве с самим собой призвано Богом развивать себя и общество в религиозном и этическом плане?»; (2) «Как мы передаём бедным, что Бог любит их?». Поэтому его методология часто критикует социально-экономическую несправедливость, которую он считает ответственной за бедность в Латинской Америке, а также высшее духовенство в католической церкви.

## Биография

### Ранние годы и образование
8 июня 1928 года Густаво Гутьеррес родился в бедной семье метисов, предками которой были как испанские переселенцы, так и коренные американцы. Гутьеррес страдал остеомиелитом в подростковом возрасте и часто бывал прикован к постели. Ему приходилось пользоваться инвалидной коляской с 12 до 18 лет. Тем не менее, он описывает это время как формирующий опыт, прививший ценность надежды через молитву и любовь к семье и друзьям и в конечном итоге оказавший глубокое влияние на его интерес к богословию.
Поначалу он изучал медицину и литературу на родине в Национальном университете Сан-Маркос, но затем осознал, что хочет стать священником и поступил в семинарию в Сантьяго (Чили). Ещё во время учёбы на психиатра он вступил в Католическое действие. Свои богословские исследования продолжил в Европе, в Лувенском и Лионском университетах, где среди его преподавателей были Анри де Любак, Ив Конгар, Мари Доминик Шеню, Кристиан Дюкок. Именно здесь Гутьеррес познакомился с учениями доминиканцев и иезуитов, на него оказали влияние работы Эдварда Схиллебекса, Карла Ранера, Ганса Кюнга и основателя «политической теологии» Иоганна Баптиста Метца, у которого Гутьеррес стажировался в Мюнстерском университете. Свою роль в становлении его мировоззрения сыграли и такие протестантские богословы, как Карл Барт, и такие учёные-обществоведы, как Франсуа Перру с его теорией полюсов роста.

### Источники идей и вдохновения

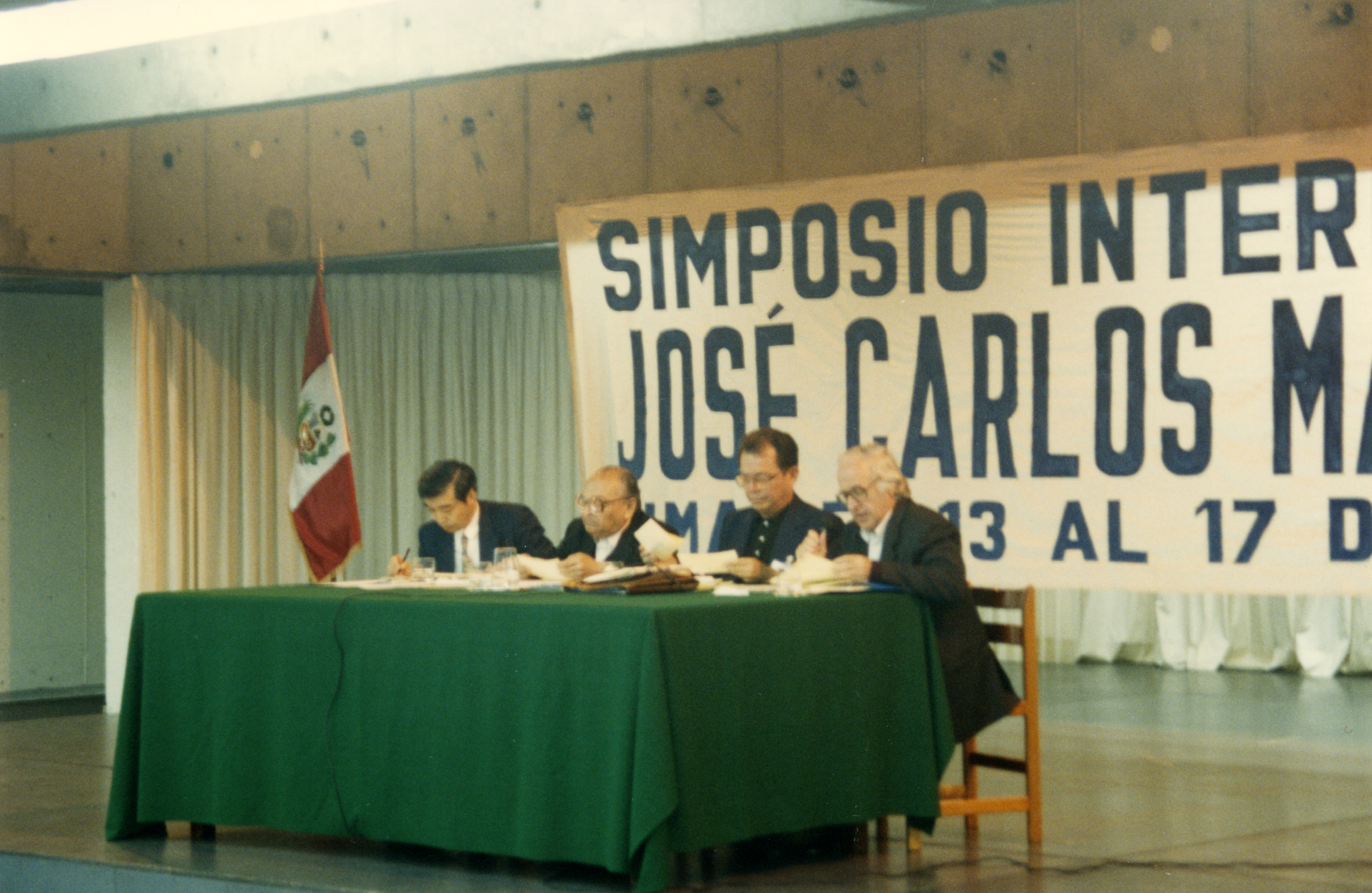
Гутьеррес (второй слева) на международном симпозиуме к 100-летию основателя Перуанской коммунистической партии Хосе Карлоса Мариатеги, чьи идеи повлияли на его мировоззрение

### Создание теологии освобождения

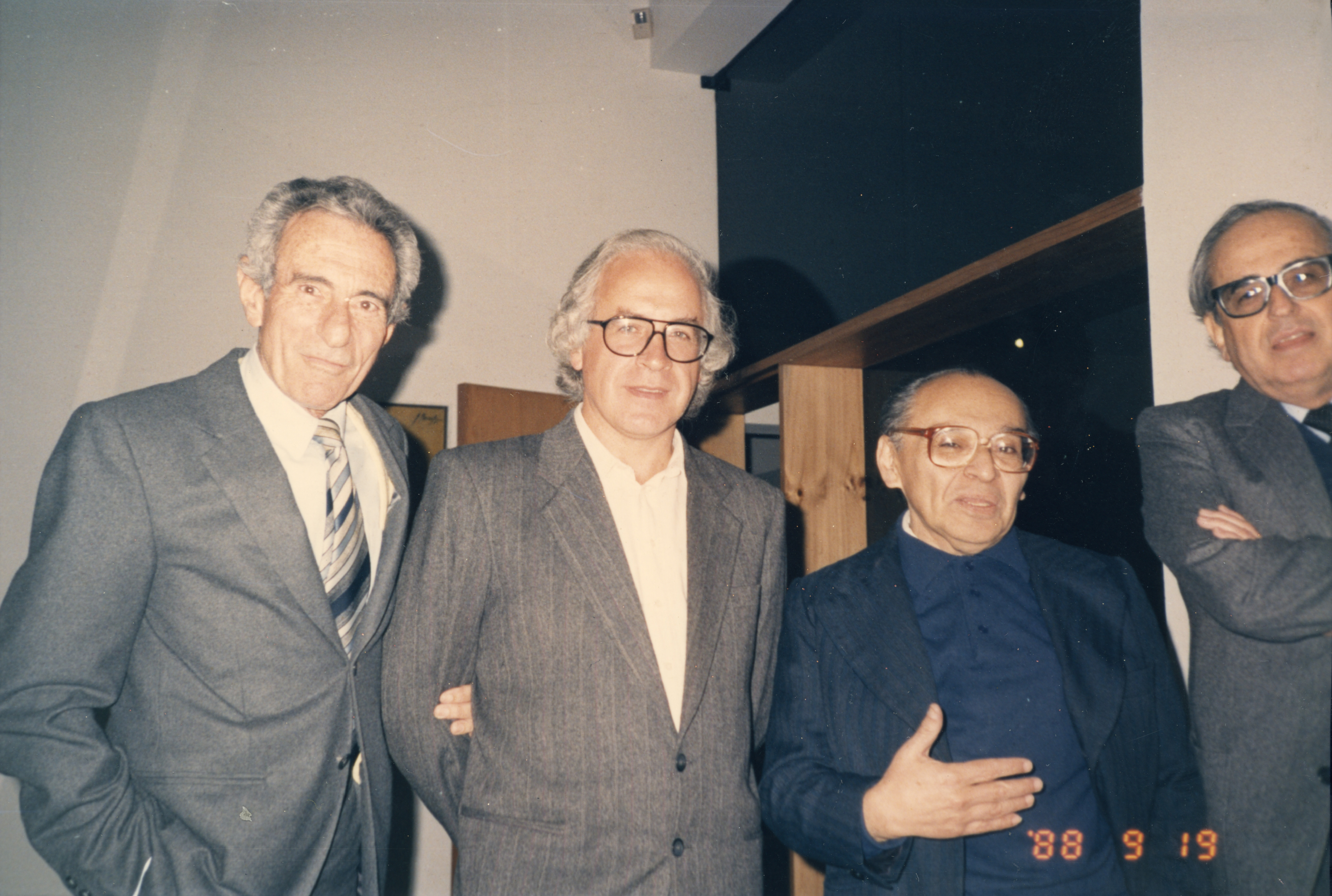
Перуанские интеллектуалы Леопольдо Чьяппо, Антонио Мелис, Густаво Гутьеррес и Хавьер Мариатеги

## Наследие

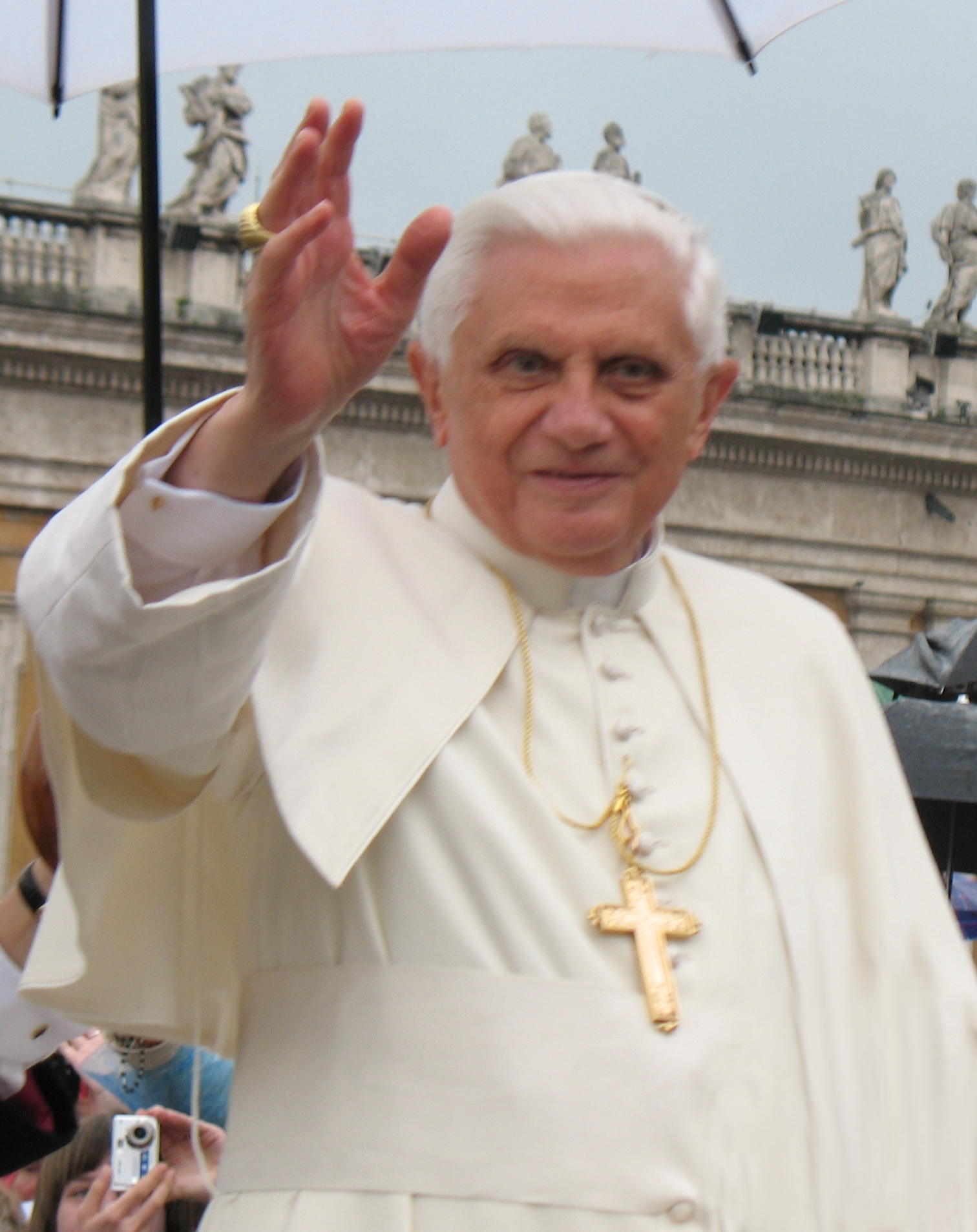
Йозеф Ратцингер (будущий папа Бенедикт XVI) повторил опасения консервативных епископов по поводу богословских аргументов Гутьерреса, попросив, чтобы перуанские священнослужители сообщили о его деятельности и провели расследование в Ватикане